# Fusiulus pinetorum
Fusiulus pinetorum är en mångfotingart som beskrevs av Carl Graf Attems 1909. Fusiulus pinetorum ingår i släktet Fusiulus och familjen kejsardubbelfotingar. Inga underarter finns listade i Catalogue of Life.